# Casa de locuit de pe str. Komsomoliskaia, 40 (Tighina)
Casa de locuit de pe str. Komsomoliskaia, 40 este o clădire amplasată pe str. Komsomoliskaia, 40 în Tighina, Republica Moldova. Este un monument arhitectural de importanță națională inclus în Registrul monumentelor Republicii Moldova ocrotite de stat cu nr. 5 (municipiul Tighina). Datează din sec. XIX.